# Sophronia
Sophronia is een geslacht van vlinders van de familie tastermotten (Gelechiidae).

## Soorten
- S. acaudella Rebel, 1903
- S. alaicella Caradja, 1920
- S. aquilex Meyrick, 1926
- S. ascalis Gozmany, 1951
- S. catharurga Meyrick, 1923
- S. consanguinella Herrich-Schäffer, 1854
- S. cosmella Constant, 1885
- S. curonella Standfuss, 1884
- S. chilonella (Treitschke, 1833)
- S. exustella Zeller, 1847
- S. finitimella Rebel, 1905
- S. gelidella Nordman, 1941
- S. grandii M. Hering, 1933
- S. humerella (Denis & Schiffermüller, 1775)
- S. illustrella (Hübner, 1796)
- S. marginella Toll, 1936
- S. mediatrix Zeller, 1877

- S. parahumerella Amsel, 1935
- S. primella Busck, 1907
- S. roseicrinella Busck, 1909
- S. sagittans Meyrick, 1923
- S. santolinae Staudinger, 1863
- S. semicostella

Bruine zoompalpmot (Hübner, 1813)
- S. sicariella Zeller, 1839
- S. sicariellus (Zeller, 1839)
- S. teretracma Meyrick, 1927